# Auto des Jahres (Europa)

Das Logo des „Auto des Jahres“, hier von 2012

Car of the Year (englisch; kurz COTY), auch European Car of the Year, im deutschen Sprachraum meist Auto des Jahres, ist eine von europäischen Zeitschriften erschaffene Auszeichnung,  die seit 1964 jährlich eines der jeweils neu erschienenen Automobile erhält.

## Geschichte
Die Auszeichnung Car of the Year wurde 1963 von Fred van der Vlugt, Redakteur des niederländischen Automagazins Autovisie, geschaffen. Er gründete mit 26 professionellen Autotestern aus neun Ländern eine Expertenjury. Ziel war es, dadurch glaubwürdigere Ergebnisse und eine größere Öffentlichkeit zu erreichen. Die Anzahl der Jurymitglieder sowie der beteiligten Länder stieg im Laufe der Zeit.

## Organisation

### Organisationskomitee der tragenden Zeitschriften
Car of the Year (Auto des Jahres) wird von sieben Zeitschriften aus sieben europäischen Ländern organisiert und getragen. Deren Vertreter treffen sich periodisch im Organisationskomitee. Jedes Jahr wechselt der Präsident des Komitees. Zu seinen Aufgaben gehört es, die abschließende Abstimmung zu versammeln, die Ergebnisse zu veröffentlichen und die Siegerehrung durchzuführen.
Stand 2015:
- (1) Gründungsmitglieder
- (2) in den 1980er Jahren zur Teilnahme eingeladen
- (3) durch Wechsel der Sponsorzeitschriften erst später hinzugekommen

(1)  Deutschland: Wibke Bruns (Stern)

(3)  Frankreich: Bruno Dussourt (L’Automobile)

(3)  Italien: Domenico Tudini (Auto)

(1)  Niederlande: (Niels Visser) (Autovisie)

(1)  Schweden: (Marjo Köhler) (Vi Bilägare)

(2)  Spanien: (Maria Wandosell) (Autopista)

(3)  Vereinigtes Königreich: Chris Lowe (Präsident des Car of the Year 2016) (Autocar)

### Jurymitglieder

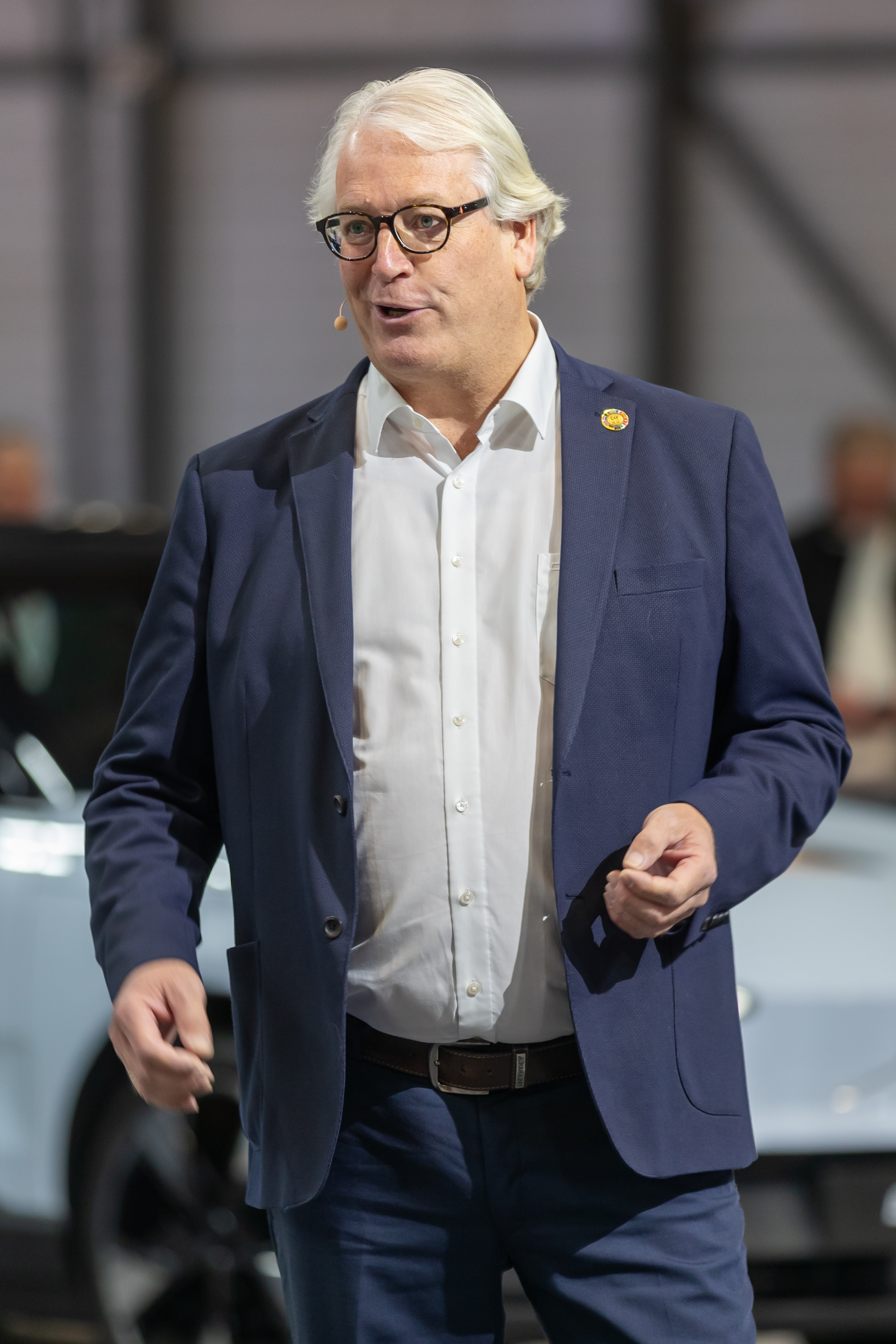
Søren W. Rasmussen, aktueller Präsident der Jury

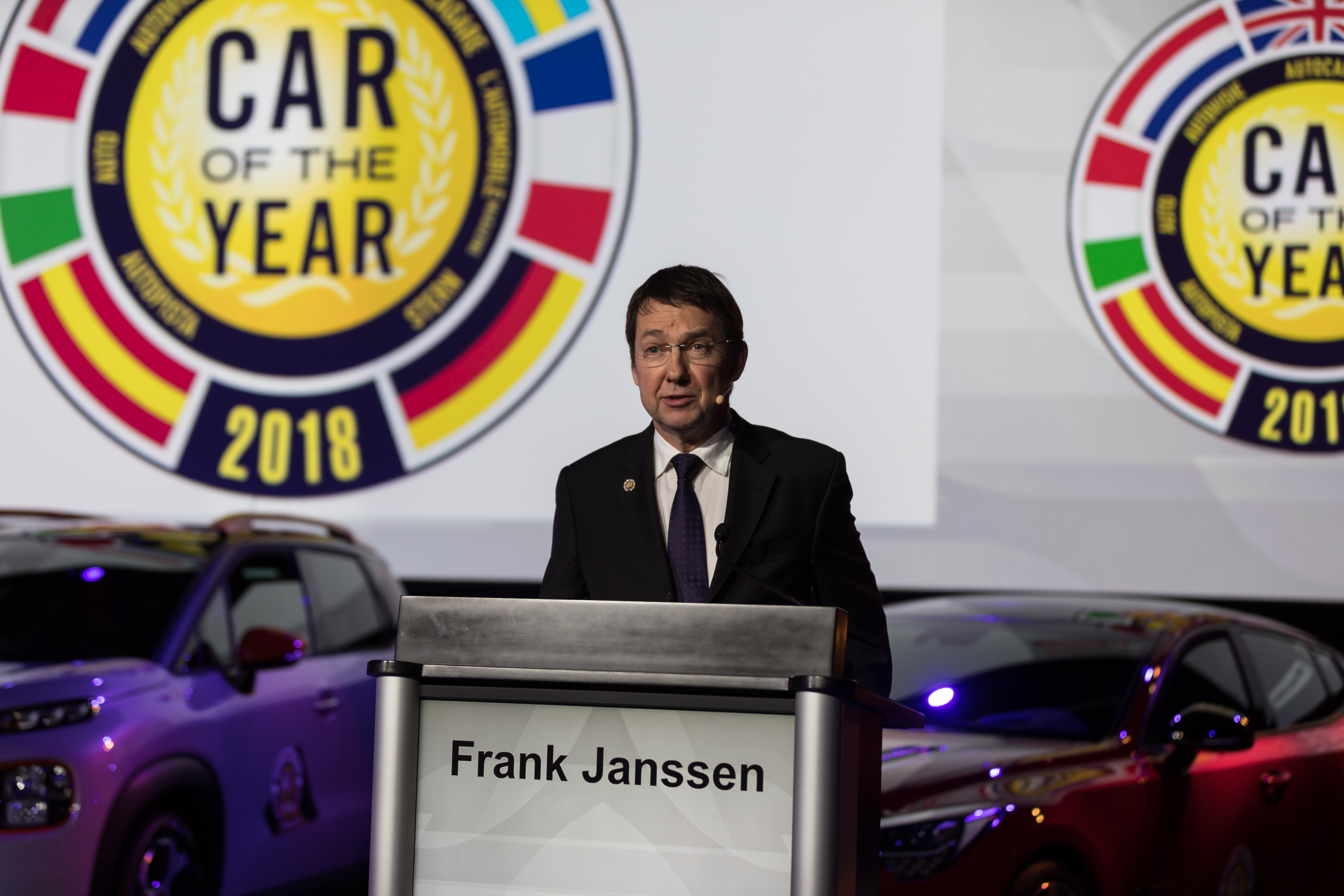
Frank Janssen, ehemaliger Präsident der Jury

Die Jury von „Auto des Jahres“ setzte sich 2018 aus 60 Mitgliedern aus 23 europäischen Ländern zusammen. Die Anzahl der Jurymitglieder eines Landes hängt von der Größe seines Automarkts sowie der Bedeutung seiner Autoindustrie ab. Deutschland, Frankreich, Italien, Spanien und das Vereinigte Königreich haben jeweils sechs, die übrigen Länder proportional weniger Mitglieder.
Neue Mitglieder treten der Jury auf Einladung des Jurykomitees bei. Jedes Jurymitglied hat jährlich zu bestätigen, dass das Testen von Automobilen ein wichtiger Teil seiner professionell ausgeübten Aktivität ist.
Stand: Car of the Year 2018
 Belgien:
- Stéphane Lémeret (Auto Trends)
- Tony Verhelle (AutoGids)

 Dänemark:
- Søren W. Rasmussen (FDM/Motor)

 Deutschland:
- Holger Appel (Frankfurter Allgemeine Zeitung)
- Ulla Ellmer (Kicker Sportmagazin)
- Frank Janssen (Stern)
- Georg Kacher (Auto Bild, Car)
- Jörg Reichle (Süddeutsche Zeitung)
- Michael Specht (Automobilwoche)

 Finnland:
- Velimatti Honkanen (Tekniikan Maailma)

 Frankreich:
- Thierry Etienne (Le Figaro)
- Didier Laurent (L'Argus de l'automobile)
- Yves Maroselli (Le Moniteur de l'Automobile)
- Stèphane Meunier (L'Automobile Magazine)
- Jean-Michel Normand (Le Monde)
- Alain-Gabriel Verdevoye (La Tribune)

 Griechenland:
- Efstratios Chatzipanagiotou (4-Wheels magazine)

 Irland:
- Michael McAleer (The Irish Times, Irish Cars)

 Italien:
- Silvia Baruffaldi (Auto & Design)
- Piero Bianco (La Stampa)
- Diego Eramo Top Gear Italy
- Massimo Nascimbene (Quattroruote)
- Alberto Sabbatini (AUTO)
- Giorgio Ursicino (Il Mesaggero)

 Niederlande:
- Jaco Bijlsma (Autovisie)
- Peter Hilhorst (De Telegraaf)
- Frank Buma (ANWB)

 Norwegen:
- Rune Korsvoll (Motor magazine)

 Österreich:
- Susanne Hofbauer (Autorevue)
- Horst Bauer (Kurier)
- Gerhard Nöhrer (Kleine Zeitung)

 Polen:
- Wojciech Sierpowski (AutoRok, Auto Moto)
- Maciek Ziemek (Auto motor i sport)

 Portugal:
- Francisco Mota (AutoHoje)
- Joaquim Oliveira (AutoFoco)

 Russland:
- Vadim Ovsiankin (Vedomosti, Autopanorama TV)
- Mikhail I. Podorozhansky (Autoreview)

 Schweden:
- Jan-Erik Berggren (Expressen)
- Hakan Matson (Dagens Industri)
- Tommy Wahlström (Vi Bilägare)

 Schweiz:
- Andreas Faust (Blick/SonntagBlick, Schweizer Illustrierte)
- Peter Ruch (Radical Mag, Automobil Revue)

 Slowenien:
- Sebastjan Plevnjak (Avto Magazin)

 Spanien:
- Félix Cerezo (El Mundo)
- Rafael Guitart (Coche Actual, Autovía)
- Alberto Mallo (Motor 16)
- Juan Carlos Payo (Autopista)
- Xavier Pérez (El Periódico de Catalunya)
- Pere Prat (La Vanguardia)

 Tschechien:
- Jiri Duchon (Automobil Revue)

 Türkei:
- Ufuk Sandik (Sabah Gazetesi)

 Ungarn:
- Zsolt Csikós (Totalcar.hu)
- Miklos Gajdan (Auto Magazin, Auto Piac)

 Vereinigtes Königreich:
- Andrew English (The Daily Telegraph)
- Andrew Frankel (The Sunday Times, Autocar, Motor Sport)
- Paul Horrell (BBC-Top Gear, The Daily Express)
- Phil McNamara (Car magazine)
- Matthew Prior (Autocar)
- John Simister (The Independent, Evo)

nicht vertreten sind (Auswahl)
 Deutschland:
- Auto motor und sport
- ADAC Motorwelt (Mitgliederzeitschrift des ADAC)
- Der Spiegel
- Die Zeit

 Österreich:
- Alles Auto (in der Auflagenhöhe knapp hinter autorevue)
- auto touring (Mitgliederzeitschrift des ÖAMTC)

### Regeln
Zur Wahl stehen die Automobile, die innerhalb der letzten zwölf Monate neu in den Markt eingeführt worden sind. Nicht zur Wahl zugelassen sind Automobile, die lediglich eine Modellpflege erhalten haben. Die Automobile müssen in Serie produziert werden und zum Zeitpunkt der Wahl in mindestens fünf europäischen Ländern angeboten werden.
Das Jurykomitee erstellt eine Liste von Automobilen, die zur Wahl zugelassen sind. Anschließend stimmt die Jury über eine Liste von sieben Kandidaten ab. Im letzten Schritt wählt die Jury aus diesen Kandidaten das Auto des Jahres. Jedes Jurymitglied hat 25 Stimmen zur Verfügung, die es auf mindestens fünf Automobile verteilen muss. Ein Jurymitglied kann maximal 10 Stimmen an ein Automobil vergeben. Jedes Jurymitglied muss seine Wahl in einer Stellungnahme begründen.
Kriterien für die Wahl sind Design, Komfort, Sicherheit, Wirtschaftlichkeit, Handling, Leistung, Funktionalität, Umweltfreundlichkeit, Fahrfreude und Preis. Technische Innovationen und ein günstiges Preis-Leistungs-Verhältnis sollen besonders wichtige Kriterien sein.
Als Sieger wird ein einziges Automobil ermittelt. Es gibt keine Kategorien oder Klassensieger.

### Kritik
Nach Angaben der Zeitschrift Datum werden die die Jury bildenden europäischen Motorjournalisten in der Branche „COTYs“ genannt und von „den Herstellern umgarnt, hofiert und mit dem wichtigsten Gut der Medienbranche bedacht: [mit] Informationsvorsprung.“ Die Jurymitglieder würden nicht gewählt und sie könnten sich auch nicht um einen Jury-Platz bewerben, sondern sie würden vom „Präsidium“ (den Mitgliedern des Organisationskomitees) ernannt: „Qualifikationen und Leumund werden nicht abgefragt. Stattdessen zählen gute Vernetzung in der Szene und ein gewisses Talent zum politischen Ränkespiel.“ Die Mitgliedschaft in der Jury gelte demnach als „Adelung“ und bestehe im Normalfall auf Lebenszeit: „Ein Auserwählter nimmt folglich seinen COTY-Orden mit ins Grab.“ Der seltene Fall eines vorzeitigen Ausscheidens würde nur bei Jobverlust oder einem Rückzug des Journalisten aus der Branche eintreten.

## Auszeichnungen seit 1964

### Ergebnisstatistik
Fiat hat (Stand: 2025) diese Auszeichnung neun Mal gewonnen, Renault achtmal, Peugeot sechsmal, Ford und Opel je fünf Mal, VW viermal, Citroën und Toyota je drei Mal, Alfa Romeo, Audi, Nissan, Rover und Simca je zwei Mal.

### Ausgezeichnete Automobile
Die absoluten Punktezahlen stiegen in den Jahren an. Zum einen ist das die Folge der Auflösung des Ostblocks und der damit verbundenen Erweiterung der teilnehmenden Länder, zum anderen ändert sich von Zeit zu Zeit die Anzahl an Jurymitgliedern.
| Auto des Jahres in Europa / European Car of the Year |                              |        |                                |        |                               |        |
| Jahr                                                 | Gewinner                     | Punkte | Zweitplatzierter               | Punkte | Drittplatzierter              | Punkte |
| 1964                                                 | Rover 2000                   | 76     | Mercedes-Benz 600              | 64     | Hillman Imp                   | 31     |
| 1965                                                 | Austin 1800                  | 78     | Autobianchi Primula            | 51     | Ford Mustang                  | 18     |
| 1966                                                 | Renault 16                   | 98     | Rolls-Royce Silver Shadow      | 81     | Oldsmobile Toronado           | 59     |
| 1967                                                 | Fiat 124                     | 144    | BMW 1600                       | 69     | Jensen FF                     | 61     |
| 1968                                                 | NSU Ro 80                    | 197    | Fiat 125                       | 133    | Simca 1100                    | 94     |
| 1969                                                 | Peugeot 504                  | 119    | BMW 2500/2800                  | 77     | Alfa Romeo 1750/2000          | 76     |
| 1970                                                 | Fiat 128                     | 235    | Autobianchi A112               | 96     | Renault 12                    | 79     |
| 1971                                                 | Citroën GS                   | 233    | VW K 70                        | 121    | Citroën SM                    | 105    |
| 1972                                                 | Fiat 127                     | 239    | Renault 15/17                  | 107    | Mercedes-Benz 350 SL          | 96     |
| 1973                                                 | Audi 80 B1                   | 114    | Renault 5                      | 109    | Alfa Romeo Alfetta            | 95     |
| 1974                                                 | Mercedes-Benz 450 SE         | 115    | Fiat X1/9                      | 99     | Honda Civic                   | 90     |
| 1975                                                 | Citroën CX                   | 229    | VW Golf I                      | 164    | Audi 50                       | 136    |
| 1976                                                 | Simca 1307/1308              | 192    | BMW 3er (E21)                  | 144    | Renault 30                    | 107    |
| 1977                                                 | Rover 3500                   | 157    | Audi 100 C2                    | 138    | Ford Fiesta ’76               | 135    |
| 1978                                                 | Porsche 928                  | 261    | BMW 7er (E23)                  | 231    | Ford Granada                  | 203    |
| 1979                                                 | Simca Horizon                | 251    | Fiat Ritmo                     | 239    | Audi 80 B2                    | 181    |
| 1980                                                 | Lancia Delta                 | 369    | Opel Kadett D                  | 301    | Peugeot 505                   | 199    |
| 1981                                                 | Ford Escort ’81              | 326    | Fiat Panda                     | 308    | Austin Metro                  | 255    |
| 1982                                                 | Renault 9                    | 335    | Opel Ascona C                  | 304    | VW Polo II                    | 252    |
| 1983                                                 | Audi 100 C3                  | 410    | Ford Sierra ’82                | 386    | Volvo 760                     | 157    |
| 1984                                                 | Fiat Uno                     | 346    | Peugeot 205                    | 325    | VW Golf II                    | 156    |
| 1985                                                 | Opel Kadett E                | 326    | Renault 25                     | 261    | Lancia Thema                  | 191    |
| 1986                                                 | Ford Scorpio ’85             | 337    | Lancia Y10                     | 291    | Mercedes-Benz 200-300 E (124) | 273    |
| 1987                                                 | Opel Omega A                 | 275    | Audi 80 B3                     | 238    | BMW 7er (E32)                 | 175    |
| 1988                                                 | Peugeot 405                  | 464    | Citroën AX                     | 252    | Honda Prelude                 | 234    |
| 1989                                                 | Fiat Tipo                    | 356    | Opel Vectra A                  | 261    | VW Passat B3                  | 194    |
| 1990                                                 | Citroën XM                   | 390    | Mercedes-Benz SL               | 215    | Ford Fiesta ’89               | 214    |
| 1991                                                 | Renault Clio I               | 312    | Nissan Primera P10             | 258    | Opel Calibra                  | 183    |
| 1992                                                 | VW Golf III                  | 276    | Opel Astra F                   | 231    | Citroën ZX                    | 213    |
| 1993                                                 | Nissan Micra                 | 338    | Fiat Cinquecento               | 304    | Renault Safrane               | 244    |
| 1994                                                 | Ford Mondeo ’93              | 290    | Citroën Xantia                 | 264    | Mercedes-Benz C-Klasse (202)  | 192    |
| 1995                                                 | Fiat Punto                   | 370    | VW Polo III                    | 292    | Opel Omega B                  | 272    |
| 1996                                                 | Fiat Bravo/Fiat Brava        | 378    | Peugeot 406                    | 363    | Audi A4 B5                    | 246    |
| 1997                                                 | Renault Mégane Scénic        | 405    | Ford Ka                        | 293    | VW Passat B5                  | 248    |
| 1998                                                 | Alfa Romeo 156               | 454    | VW Golf IV                     | 266    | Audi A6 C5                    | 265    |
| 1999                                                 | Ford Focus ’98               | 444    | Opel Astra G                   | 269    | Peugeot 206                   | 248    |
| 2000                                                 | Toyota Yaris                 | 344    | Fiat Multipla                  | 325    | Opel Zafira A                 | 265    |
| 2001                                                 | Alfa Romeo 147               | 238    | Ford Mondeo ’01                | 237    | Toyota Prius                  | 229    |
| 2002                                                 | Peugeot 307                  | 286    | Renault Laguna II              | 244    | Fiat Stilo                    | 243    |
| 2003                                                 | Renault Mégane II            | 322    | Mazda6                         | 302    | Citroën C3                    | 214    |
| 2004                                                 | Fiat Panda                   | 281    | Mazda 3                        | 241    | VW Golf V                     | 241    |
| 2005                                                 | Toyota Prius                 | 406    | Citroën C4                     | 267    | Ford Focus ’04                | 228    |
| 2006                                                 | Renault Clio III             | 256    | VW Passat B6                   | 251    | Alfa Romeo 159                | 212    |
| 2007                                                 | Ford S-MAX                   | 235    | Opel Corsa D                   | 233    | Citroën C4 Picasso            | 222    |
| 2008                                                 | Fiat 500                     | 385    | Mazda2                         | 325    | Ford Mondeo ’07               | 202    |
| 2009                                                 | Opel Insignia                | 321    | Ford Fiesta ’09                | 320    | VW Golf VI                    | 223    |
| 2010                                                 | VW Polo V                    | 347    | Toyota iQ                      | 337    | Opel Astra J                  | 221    |
| 2011                                                 | Nissan Leaf                  | 257    | Alfa Romeo Giulietta           | 248    | Opel Meriva B                 | 244    |
| 2012                                                 | Opel Ampera/Chevrolet Volt   | 330    | VW up!                         | 281    | Ford Focus ’11                | 256    |
| 2013                                                 | VW Golf VII                  | 414    | Toyota GT86/Subaru BRZ         | 202    | Volvo V40                     | 189    |
| 2014                                                 | Peugeot 308                  | 307    | BMW i3                         | 223    | Tesla Model S                 | 216    |
| 2015                                                 | VW Passat B8                 | 340    | Citroën C4 Cactus              | 248    | Mercedes-Benz C-Klasse (205)  | 221    |
| 2016                                                 | Opel Astra K                 | 312    | Volvo XC90                     | 294    | Mazda MX-5                    | 202    |
| 2017                                                 | Peugeot 3008                 | 319    | Alfa Romeo Giulia              | 296    | Mercedes-Benz E-Klasse (213)  | 197    |
| 2018                                                 | Volvo XC40                   | 325    | SEAT Ibiza                     | 242    | BMW 5er (G30)                 | 226    |
| 2019                                                 | Jaguar I-Pace                | 250    | Alpine A110                    | 250    | Kia Ceed                      | 247    |
| 2020                                                 | Peugeot 208 II               | 281    | Tesla Model 3                  | 242    | Porsche Taycan                | 222    |
| 2021                                                 | Toyota Yaris                 | 266    | Fiat 500                       | 240    | Cupra Formentor               | 239    |
| 2022                                                 | Kia EV6                      | 279    | Renault Mégane E-Tech Electric | 265    | Hyundai Ioniq 5               | 261    |
| 2023                                                 | Jeep Avenger                 | 328    | VW ID. Buzz                    | 241    | Nissan Ariya                  | 211    |
| 2024                                                 | Renault Scénic E-Tech        | 329    | BMW 5er (G60)                  | 308    | Peugeot 3008                  | 197    |
| 2025                                                 | Renault 5 E-Tech/Alpine A290 | 353    | Kia EV3                        | 291    | Citroën C3/ë-C3               | 215    |
| Quelle:                                              |                              |        |                                |        |                               |        |

### Galerie

Autos des Jahres (Auswahl)
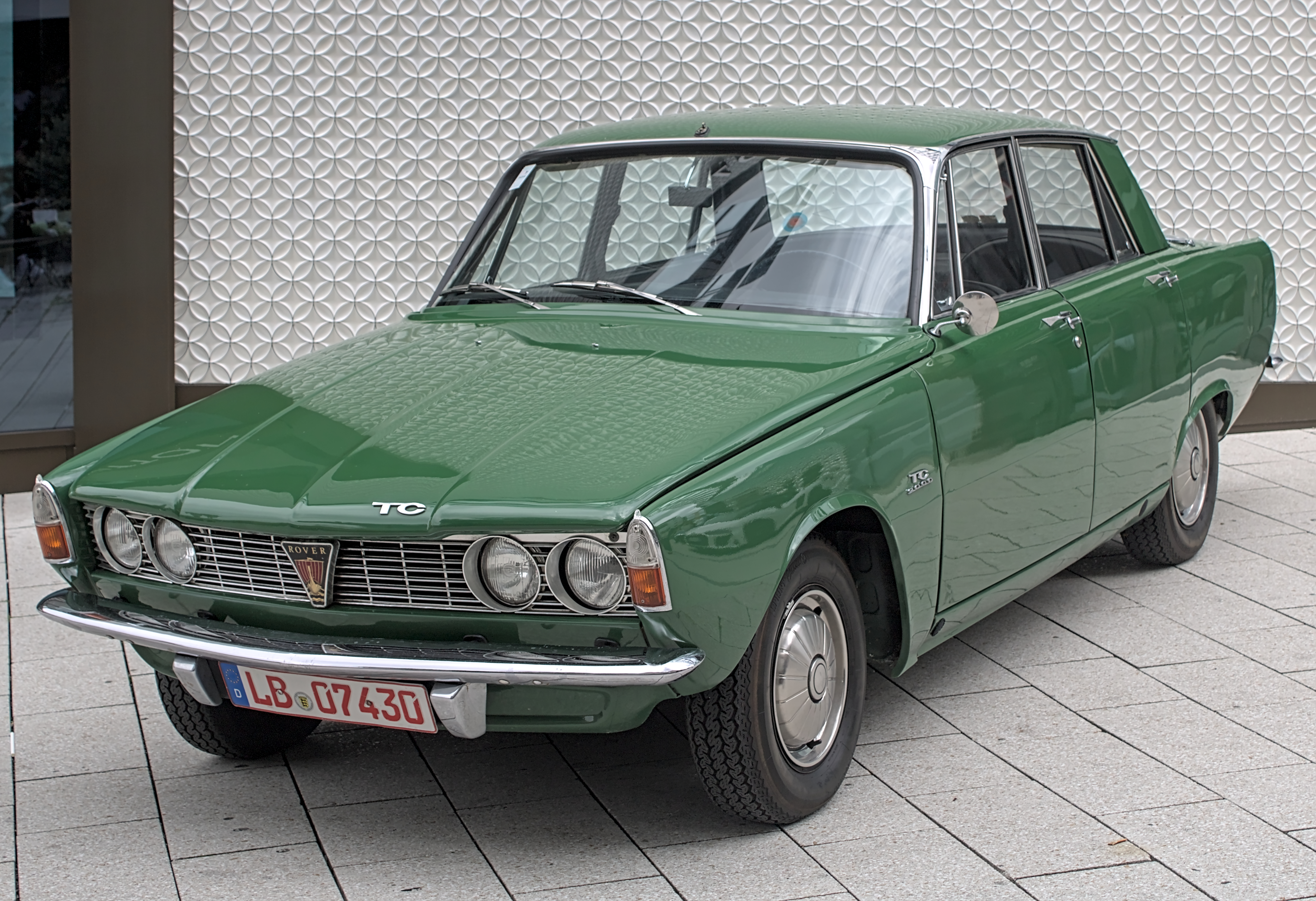
Die Limousine Rover 2000 der P6-Serie wurde 1964 das erste „Auto des Jahres“.
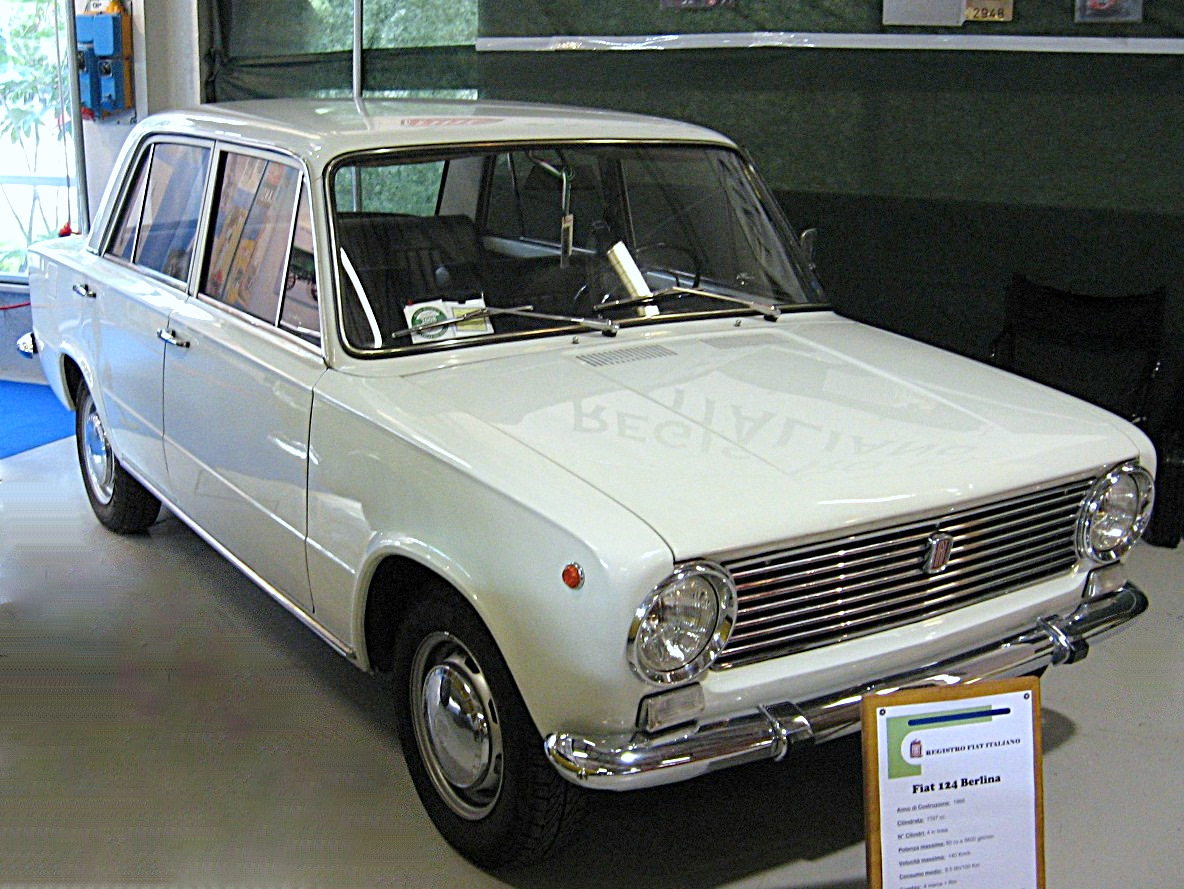
Der Fiat 124 war 1967 der erste Gewinner für Fiat. Die Italiener entwickelten sich in der Folge zur erfolgreichsten Marke bei dieser Wahl.
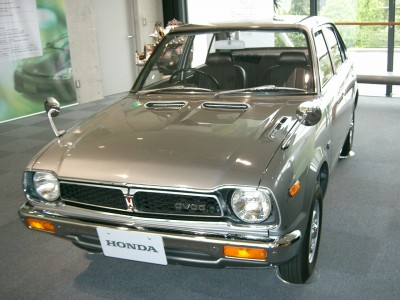
Der Honda Civic war 1974 das erste asiatische Auto unter den besten drei.
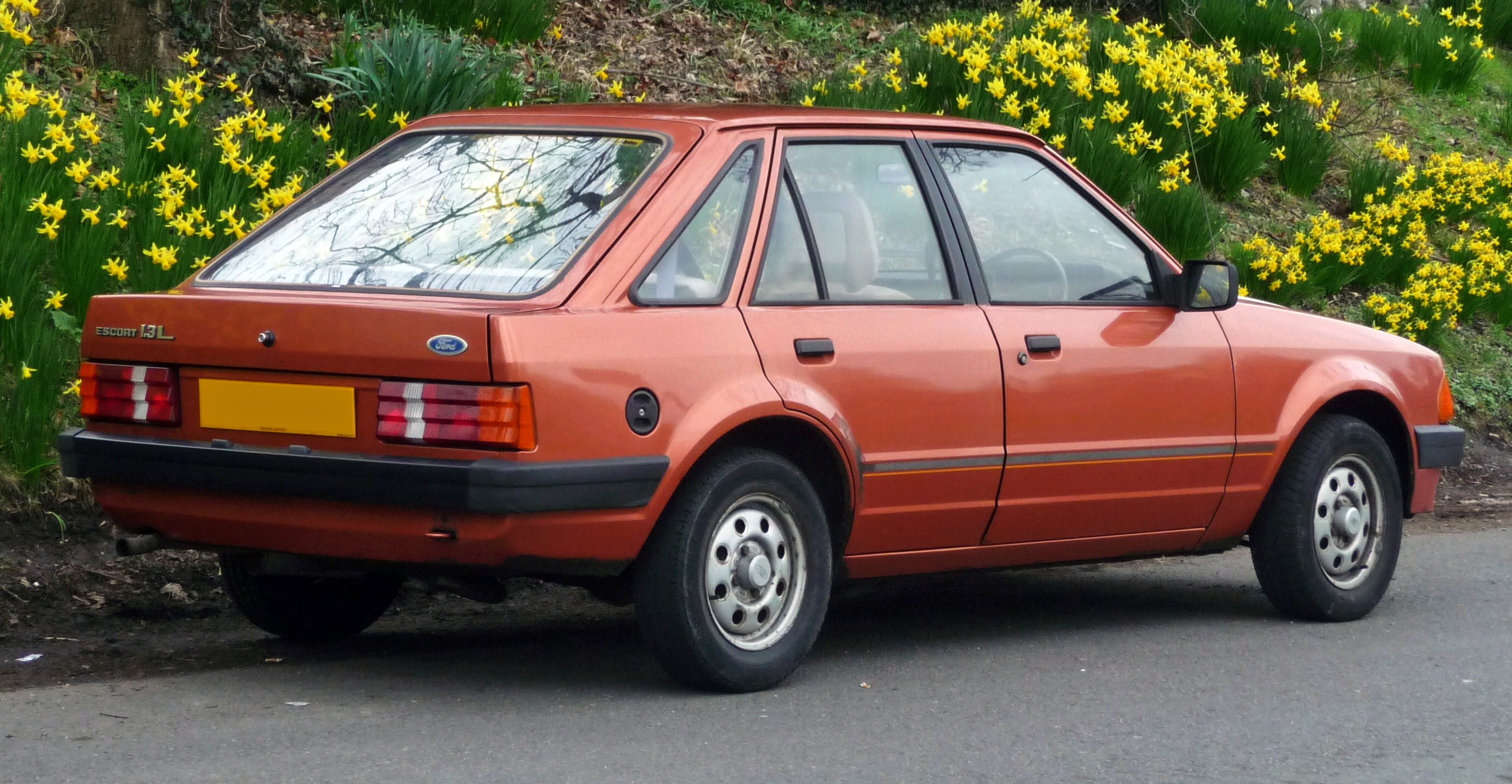
Die dritte Escort-Generation war 1981 der erste Sieger für Ford bei der Wahl zum Auto des Jahres.
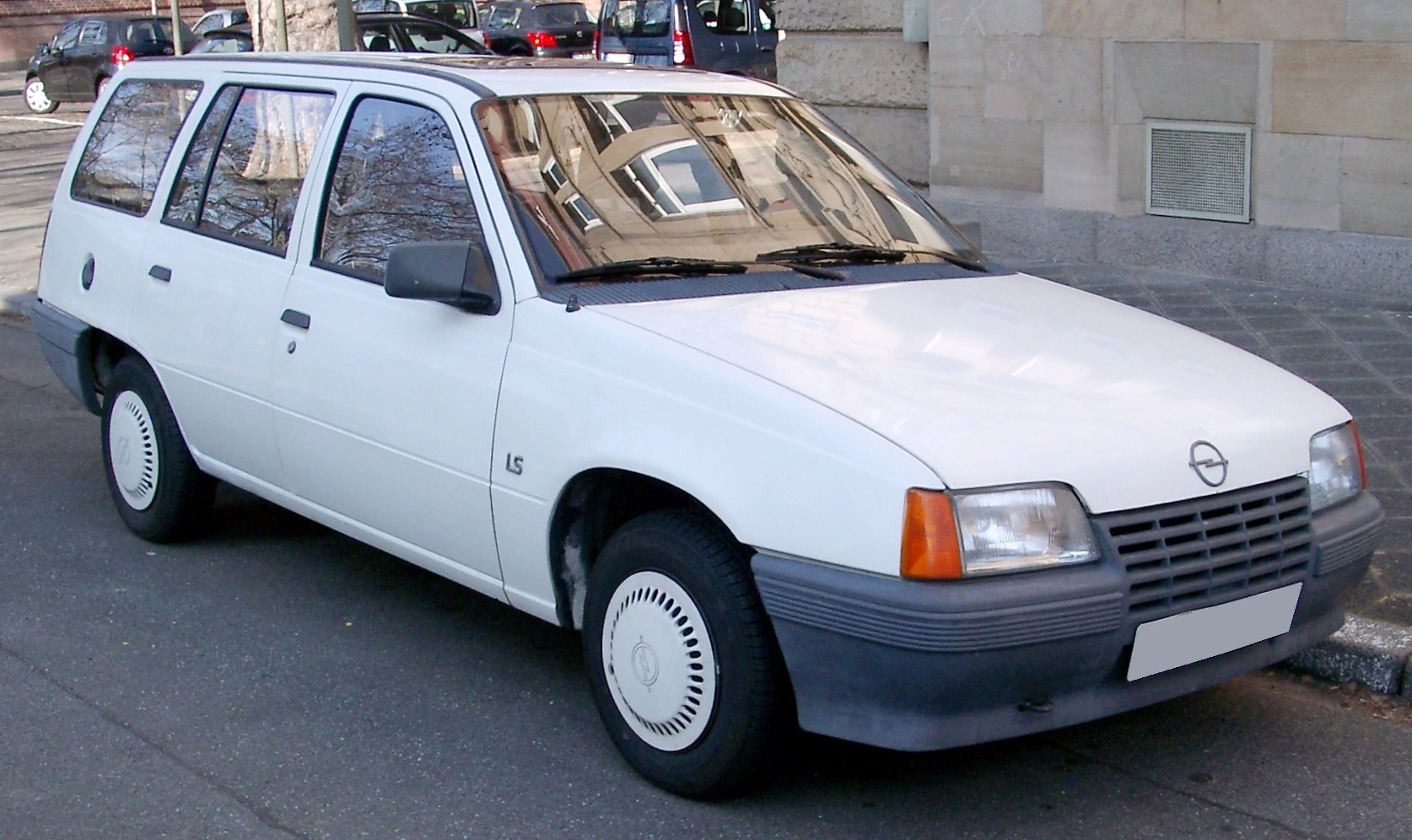
1985 gewann das erste Mal für Opel mit dem Kadett E.
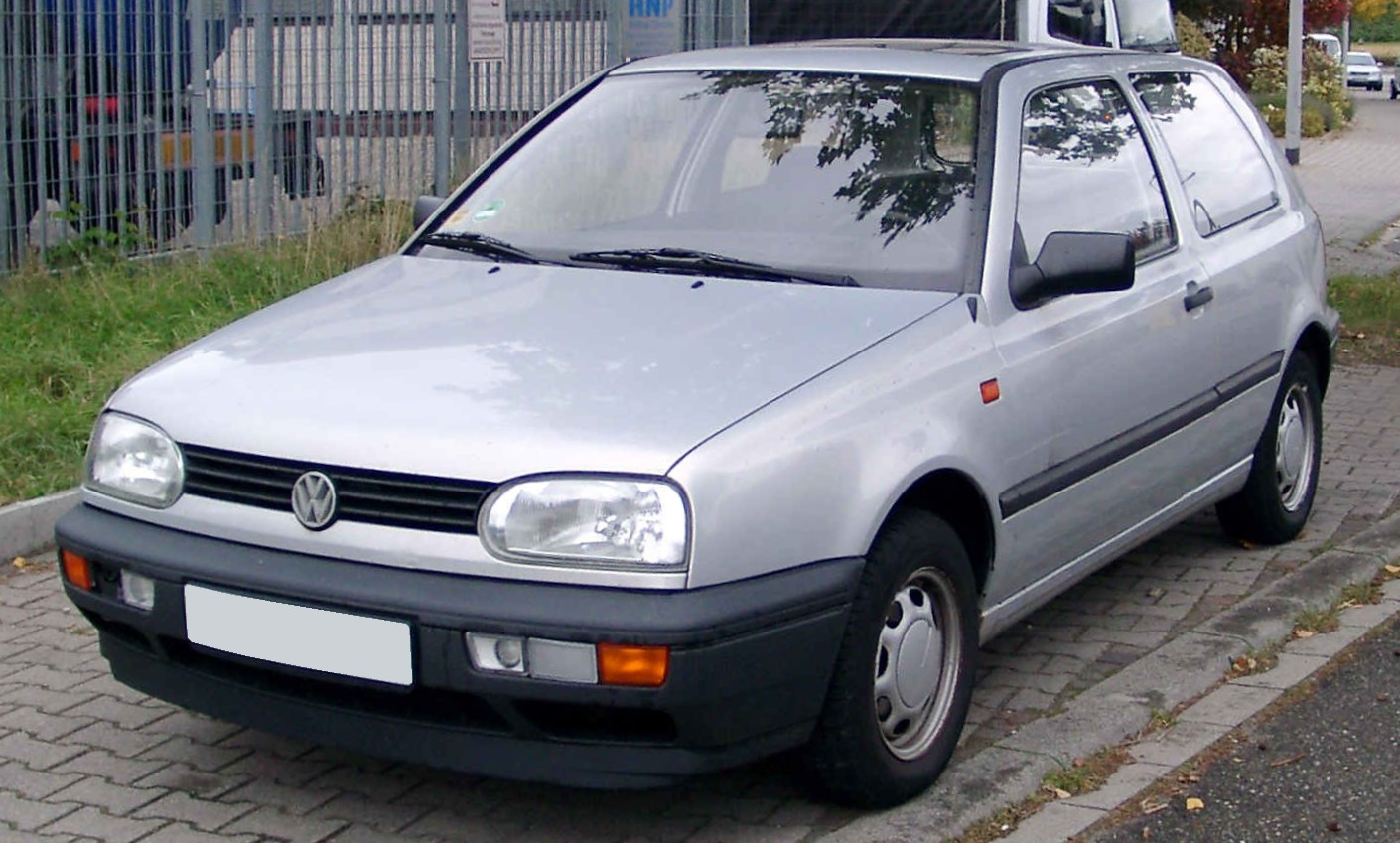
1992 gewann das erste Mal der VW Golf die Wahl zum Auto des Jahres.
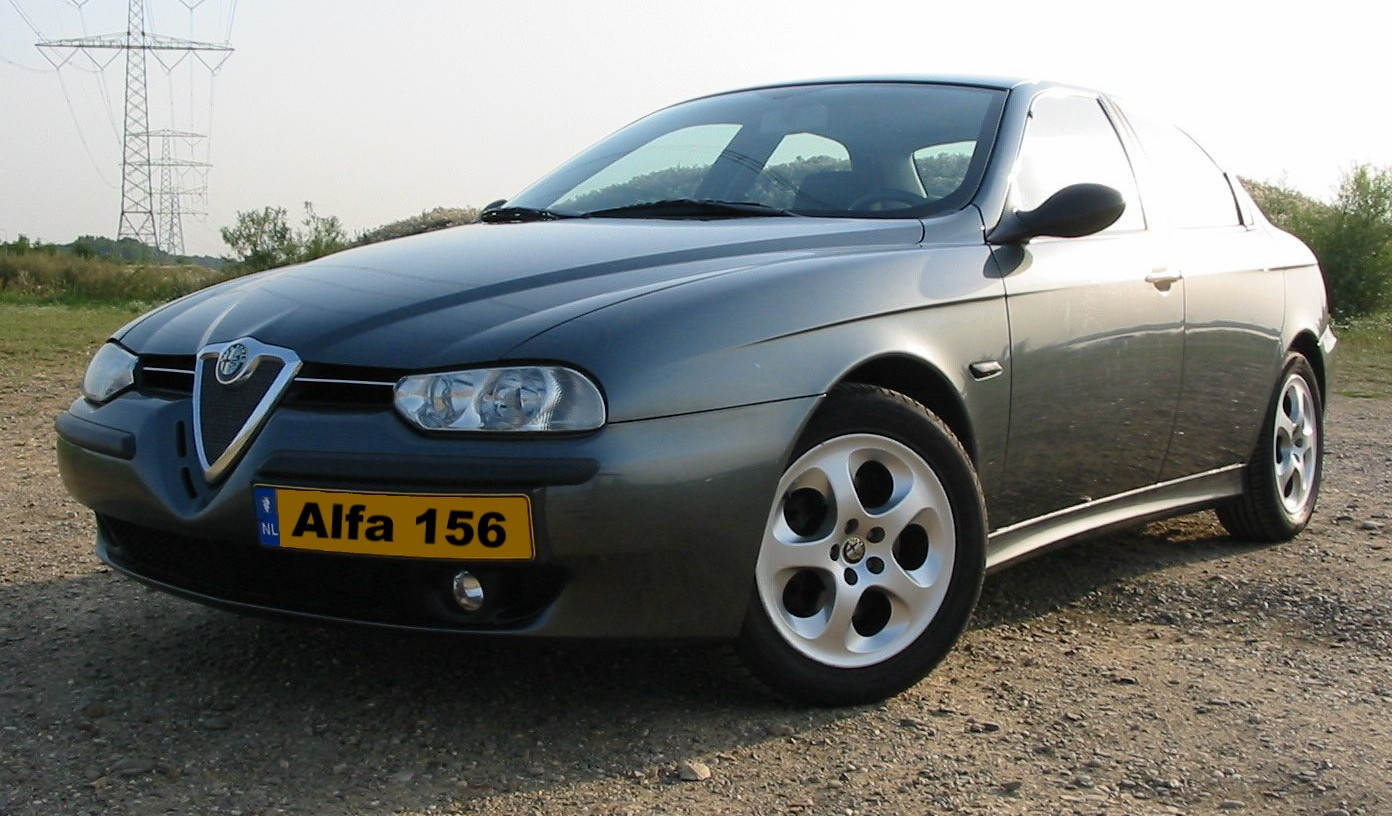
Der Titel zum Auto des Jahres 1998 ging mit dem 156 erstmals an Alfa Romeo.
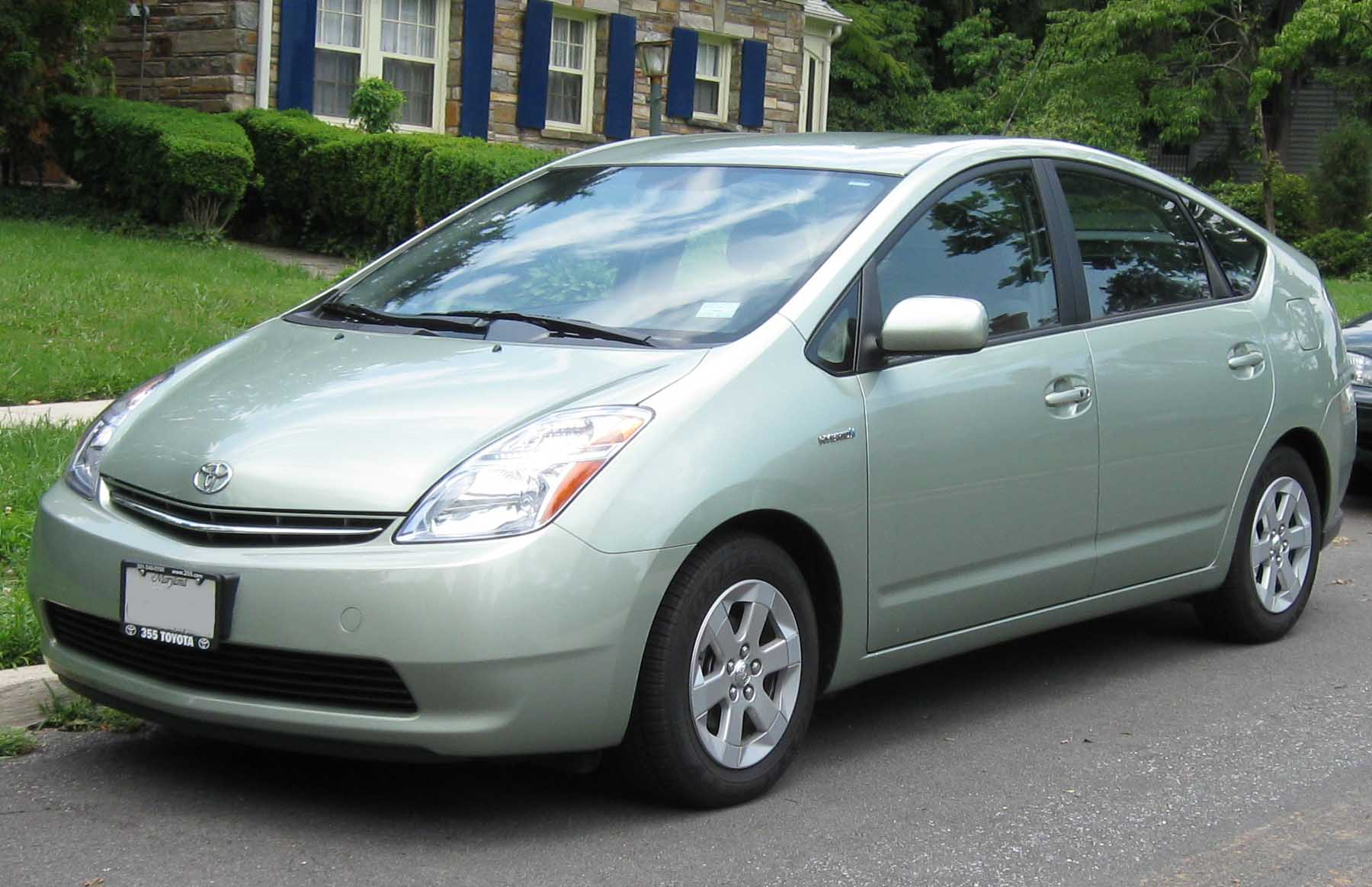
2005 gewann das Hybrid-Auto Toyota Prius in der zweiten Generation die Auszeichnung.
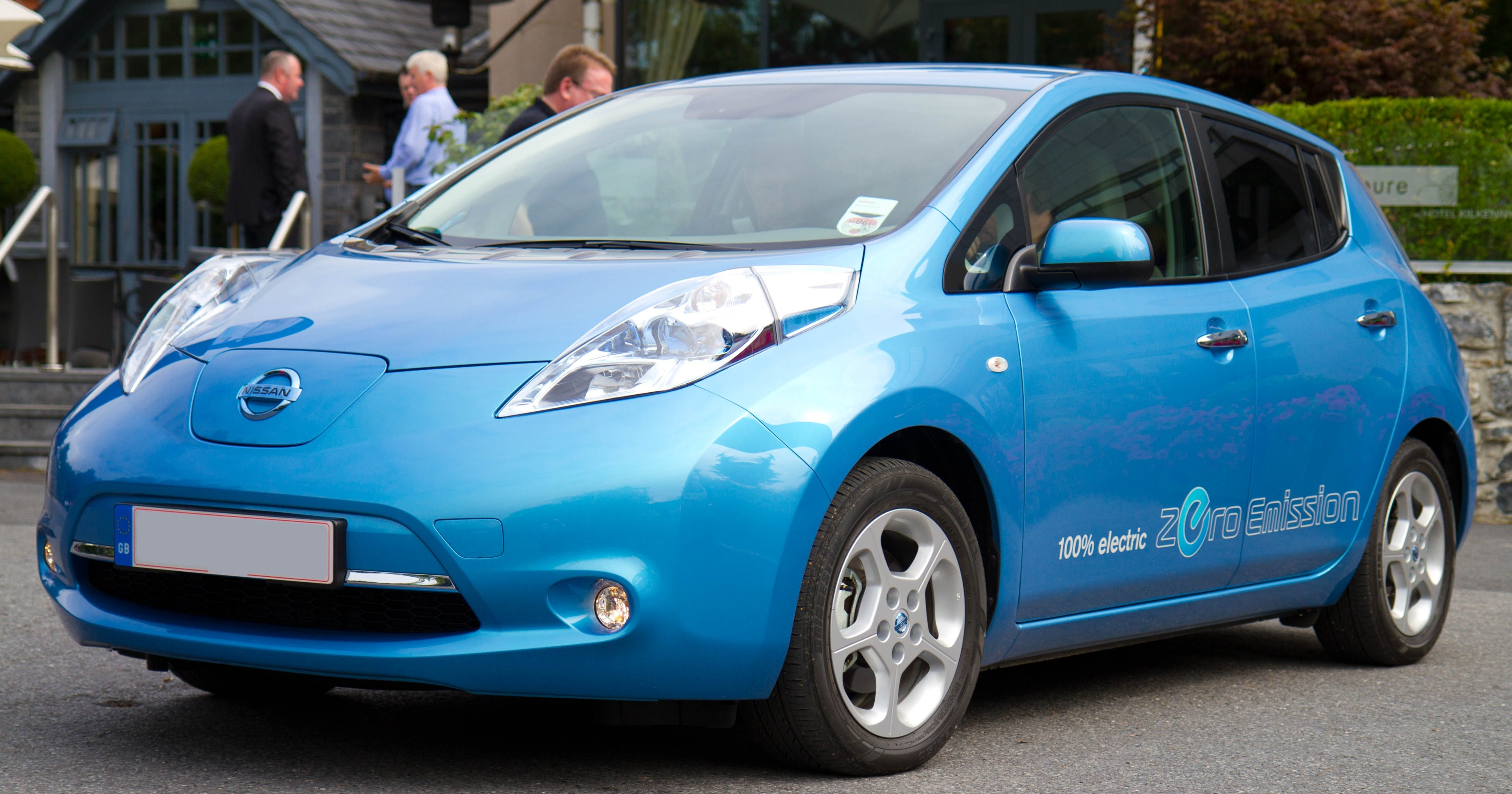
Das Elektroauto Nissan Leaf ist der Gewinner des „Auto des Jahres 2011“.
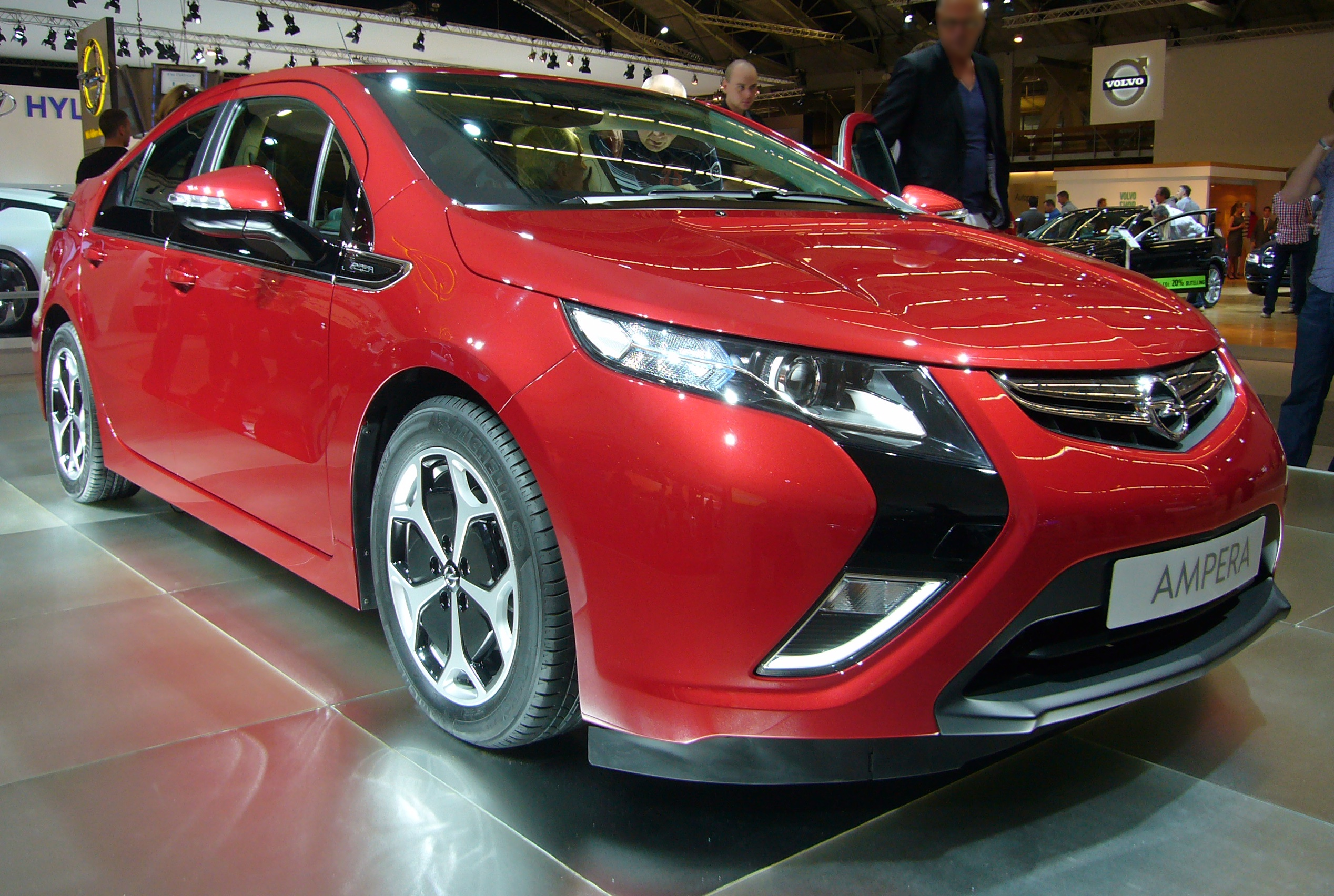
Mit dem Opel Ampera sowie dem baugleichen Chevrolet Volt ist 2012 wieder ein Elektroauto zum „Auto des Jahres“ gewählt worden.
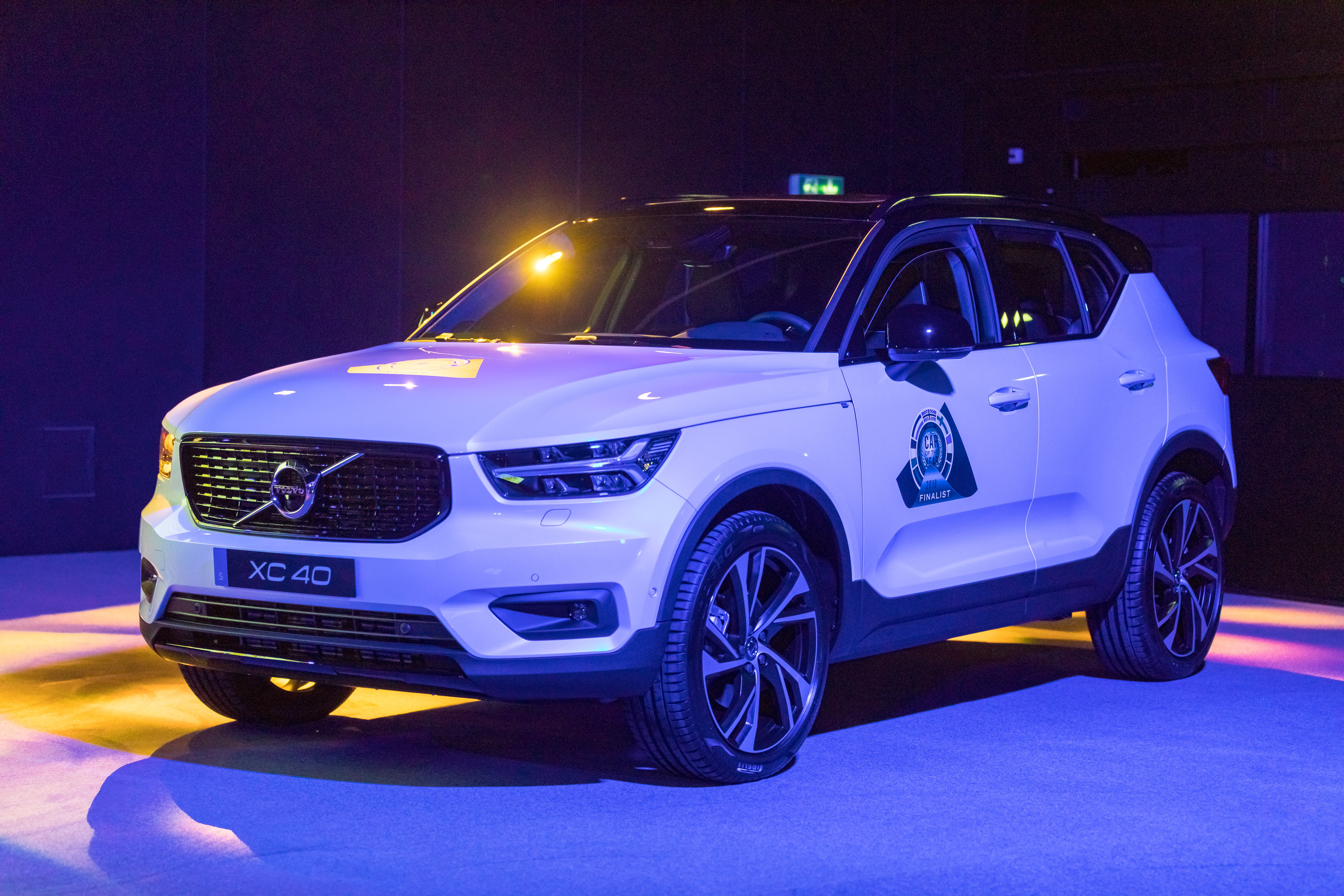
Der Titel zum Auto des Jahres 2018 ging mit dem XC40 erstmals an Volvo.
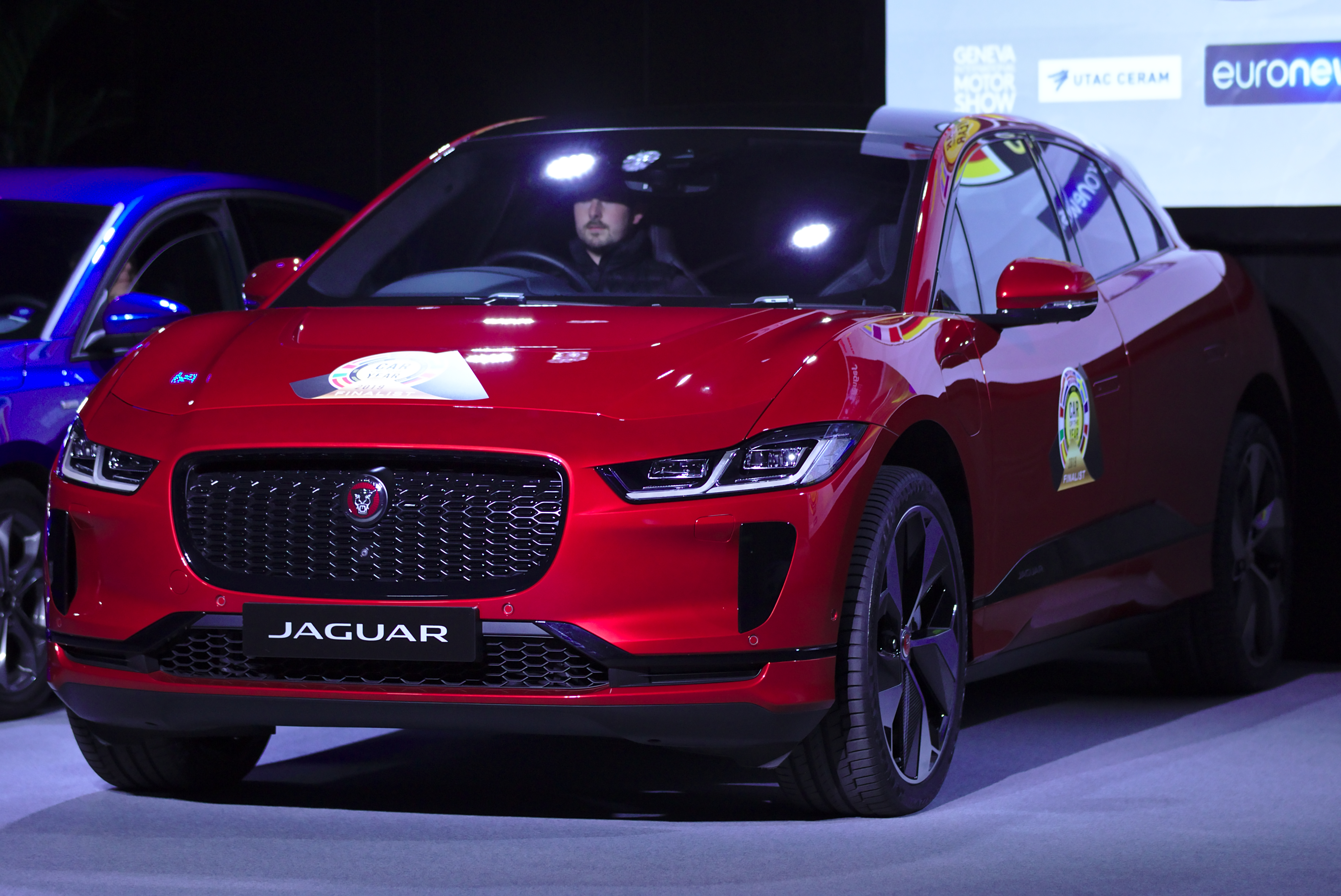
2019 erreichten der Jaguar I-Pace und der Alpine A110 jeweils 250 Punkte. Auf Grund von mehr Jury-Stimmen gewann der Jaguar die Auszeichnung.
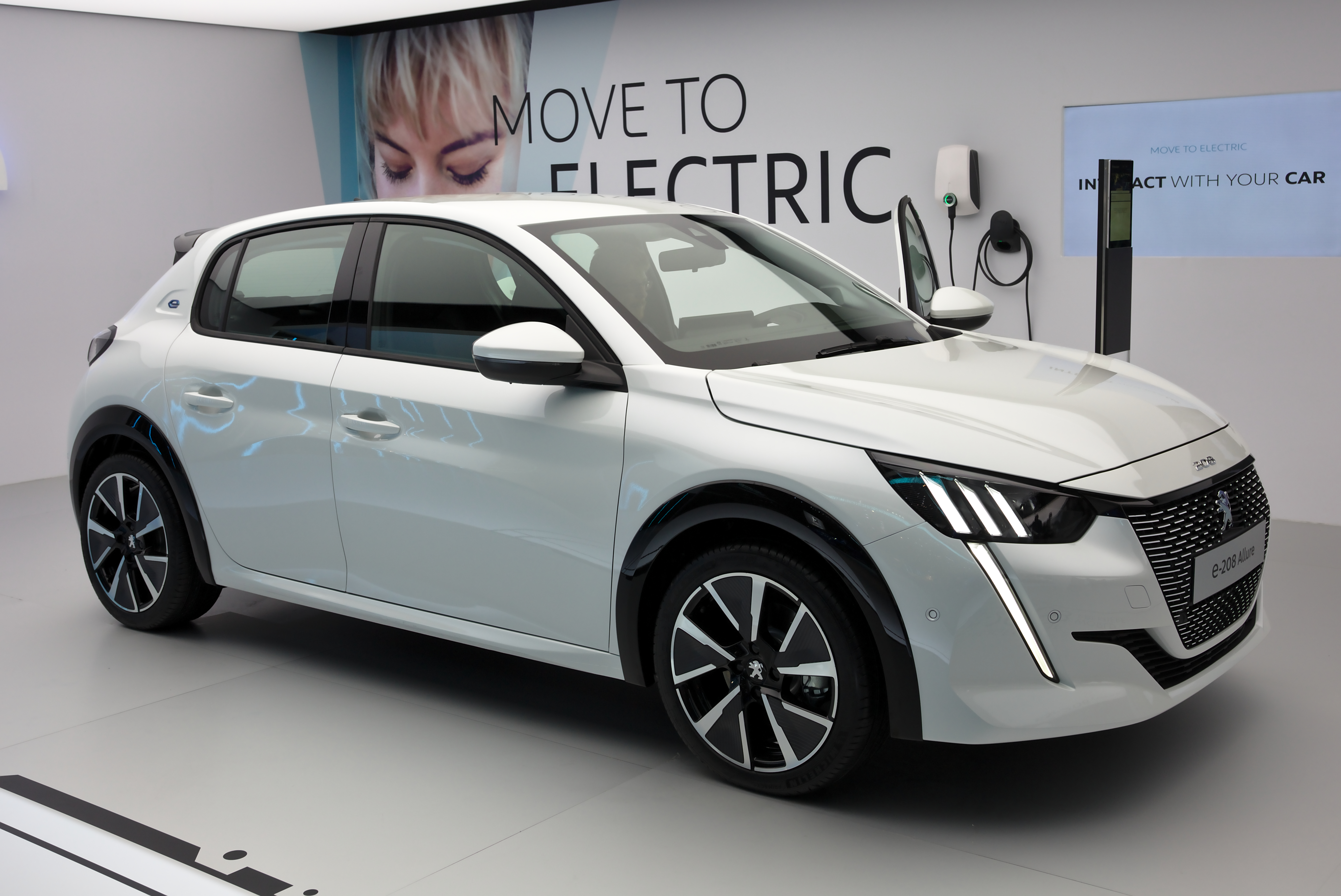
Der Peugeot 208 II wurde 2020 zum „Auto des Jahres“ gewählt.
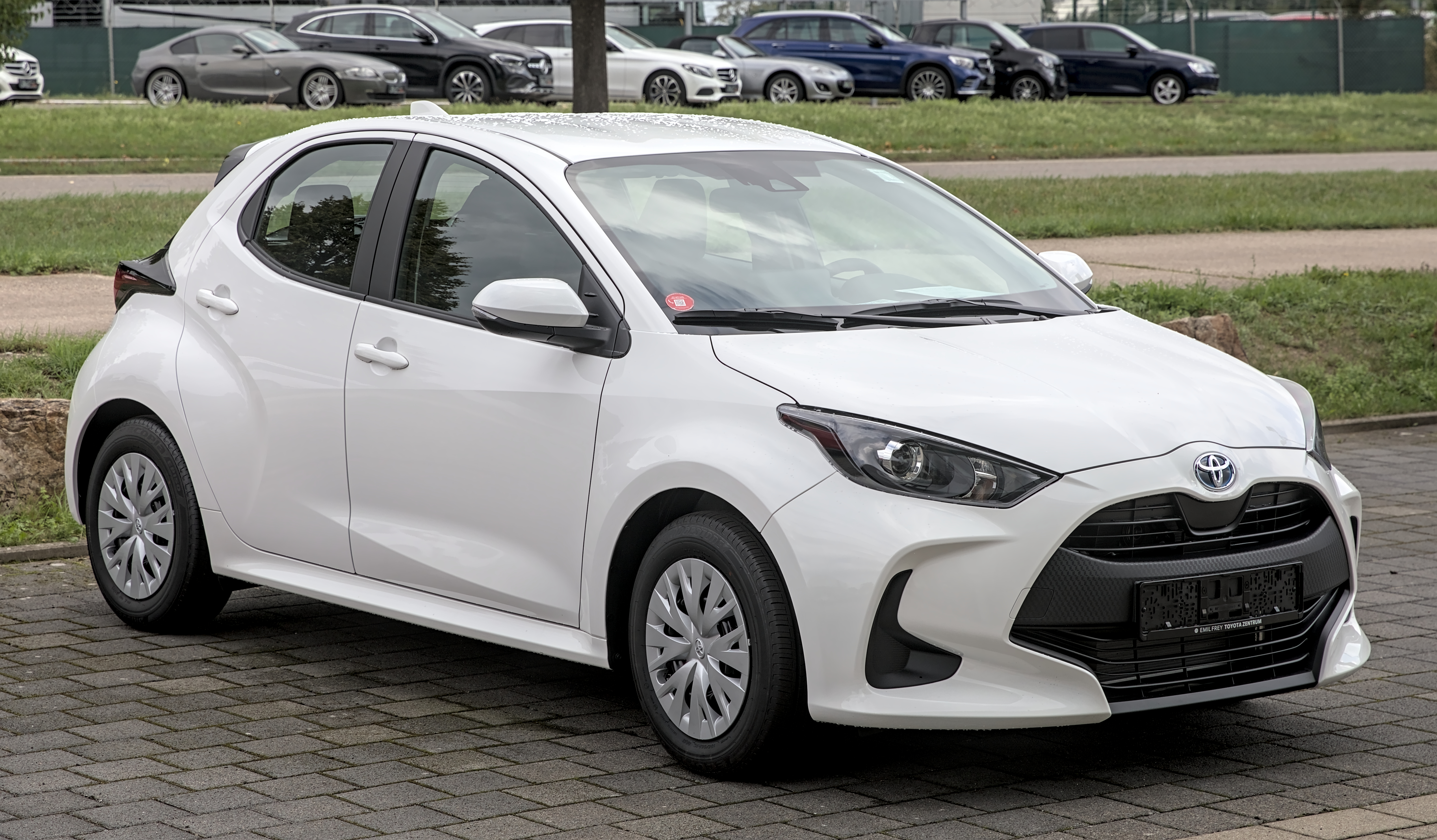
21 Jahre nach dem Sieg des ersten Toyota Yaris, gewann die vierte Generation 2021 den Award.
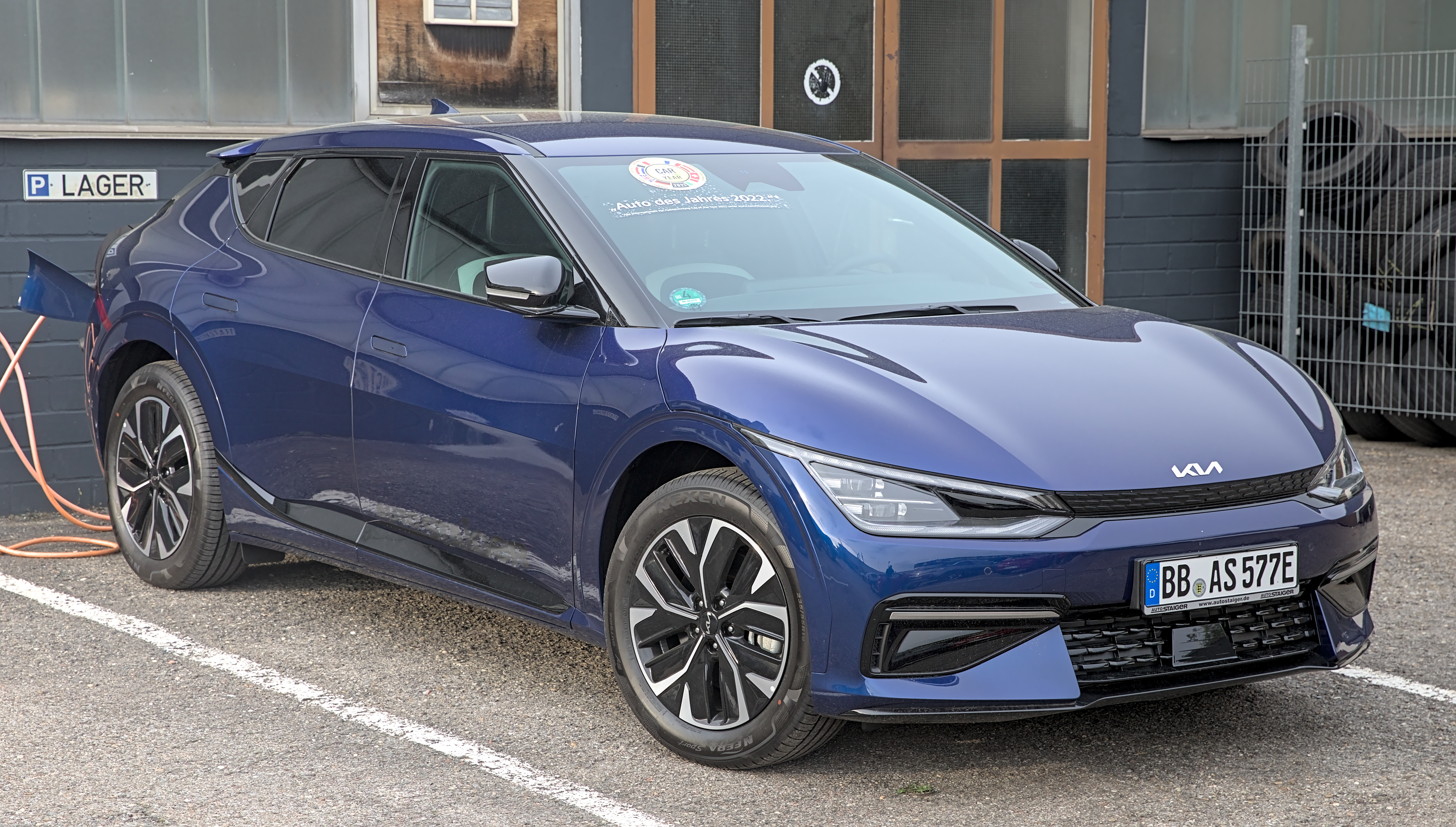
2022 gewann mit dem Kia EV6 erstmals ein koreanischer Hersteller die Auszeichnung.
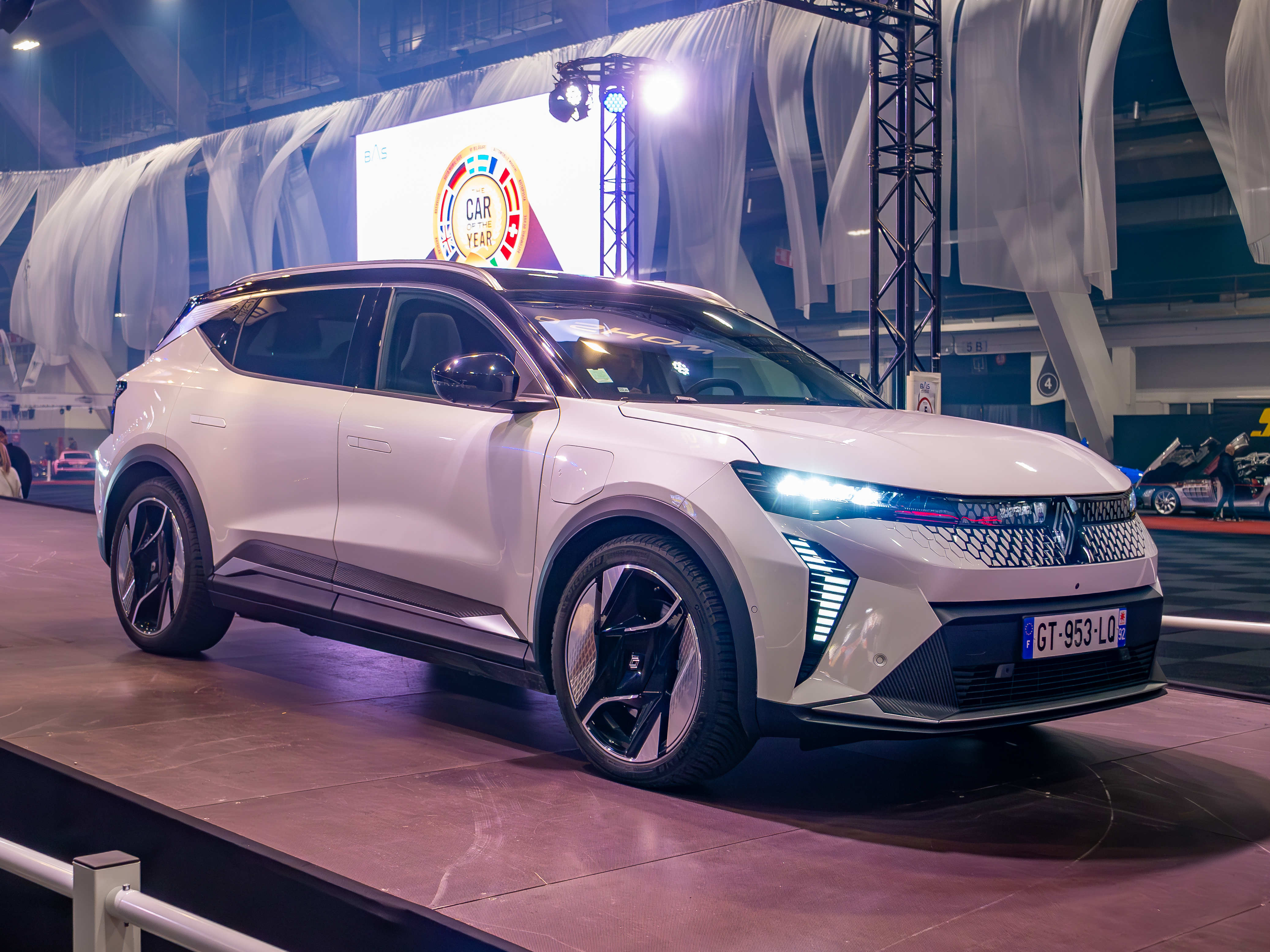
27 Jahre nach dem Sieg des ersten Renault Scénic, gewann die fünfte Generation 2024 den Award.